# Campodeidae
Campodeidae è una famiglia di dipluri che comprende circa 200 specie. 

## Aspetti morfologici
Questi esapodi sono lunghi da 0,4 a 1,2 cm, di colore bianco o giallo, hanno cerci lunghi, pluriarticolati, e processi ambulacrali sul lato ventrale dell'addome. La respirazione avviene tramite stigmi sul torace. 

## Distribuzione e habitat
È cosmopolita: le specie appartenenti a questa famiglia sono diffuse in molti ambienti, incluse le caverne. Sono molto comuni in profondità nel suolo, ma anche sotto le cortecce, nel legno e nella vegetazione in decomposizione.

## Biologia

### Riproduzione
Le uova sono in genere deposte nel suolo. Inizialmente immobili, i giovani diventano progressivamente più attivi e assomigliano a piccoli adulti.